# Wolfshöher Tonwerke
Die Wolfshöher Tonwerke GmbH & Co. KG ist ein Hersteller feuerfester Schamotte für den handwerklichen Ofenbau, keramische Kamininnenrohre und Formsteine für Heizeinsätze. Das Unternehmen ist ein Familienunternehmen und befindet sich mittlerweile in der sechsten Generation. Nach eigenen Angaben beschäftigt das Unternehmen ca. 100 Mitarbeiter. Der Unternehmenssitz ist Neunkirchen am Sand, im Landkreis Nürnberg (Deutschland).

## Geschichte
Die Wolfshöher Tonwerke GmbH & Co. KG gilt als einer der ältesten Hersteller feuerfester Erzeugnisse in Deutschland. Bis zu ihrer Gründung mussten feuerfeste Steine, die in großem Umfang zum Bau von Feuerungen benötigt wurden, zu sehr hohen Preisen aus England bezogen werden. 1856 stieß der Gründer Lorenz Wolf auf seinem Weg nach Nürnberg auf Spuren feuerfesten Tons, erkannte seine Chance und gründete auf der Rollhofener Höhe eine Schamotte-Produktion.
1878 ging das Werk auf dessen Sohn Georg Wolf über. Er baute das Familienunternehmen zu einem modernen Industriebetrieb aus. Im Jahr 1911 wurden die drei Söhne, Lorenz, Jakob und Georg Wolf, nach erfolgter technischer und kaufmännischer Ausbildung unter Gründung der „Wolfshöher Tonwerke GmbH“ an der Firma beteiligt.
Nachdem die Wolfshöher Tonwerke die schweren Nachkriegsjahre überstanden hatten, profitiert das Unternehmen vom allgemeinen wirtschaftlichen Aufschwung. Hubert Wolf, der einzige Überlebende der vierten Generation trat 1949 in die Wolfshöher Tonwerke ein. Mitte der 1960er Jahre trat mit Georg Wolf zusätzlich ein Vertreter der fünften Generation in das Unternehmen ein. Gemeinsam trieben sie  den Modernisierungsprozess des Werkes voran.
Hubert Wolf zog sich zu Beginn des Jahres 1988 aufgrund einer Erkrankung aus der Geschäftsführung zurück und übergab die kaufmännische Leitung an Konrad Kügel. Georg Wolf übergab im September 2007 die Geschäftsführung seiner Tochter Ulrike Wolf. Auch Konrad Kügel und Ulrike Kutscha-Wolf investierten weiterhin viel in die Modernisierung der Produktion und setzten unter anderem auf individuelle Spezialmaschinen.
Im Januar 2017 übernahmen mit Carolin Kügel und Axel Wolf erneut zwei Familienmitglieder die Geschäftsführung und haben diese bis heute inne.

## Produkte
- Feuerfeste Schamotte für den handwerklichen Ofenbau[6]
- Keramische Kamininnenrohre[7]
- Formsteine für Heizeinsätze[8]